# Louise Duffield Cummings
Pour les articles homonymes, voir Cummings.
Louise Duffield Cummings (21 novembre 1870 – 9 mai 1947) est une mathématicienne américaine, d'origine canadienne.

## Formation et carrière
Louise Cummings reçoit son B. A. en 1895, à l'Université de Toronto. Elle étudie les mathématiques au deuxième cycle en 1895-1896 à l'Université de Toronto sous la direction du Pr DeLury, en 1896-1897 à l'Université de Pennsylvanie grâce à une bourse d'études, en 1897-1898 à la Ogden Graduate Scientific School de l'Université de Chicago, et en 1898-1900 au Bryn Mawr College. Au cours de 1900-1901, elle enseigne à l'École normale d'Ontario et, tout en terminant son A. M. à l'Université de Toronto, elle enseigne au St. Margaret's College au cours de l'année 1901-1902.
Cummings rejoint la faculté de Vassar en 1902 comme enseignante, où elle travaille avec Henry White, puis elle est promue au poste d'assistante professeure en 1915, professeure agrégée en 1919, et professeure titulaire en 1927 avant de prendre sa retraite en 1936. 
Elle retourne par ailleurs plusieurs fois à Bryn Mawr, en 1905 puis en 1912-13. En 1914, elle obtient son doctorat sous la direction de Charlotte Scott, avec une thèse intitulée On a Method of Comparison for Triple-Systems.
La douzaine d'articles qu'elle publie durant sa carrière concernent majoritairement les mathématiques pures, avec des incursions dans les mathématiques appliquées et la physique.

## Distinctions et honneurs
Elle est conférencière invitée au Congrès international des mathématiciens en 1924 à Toronto et à nouveau en 1932 à Zurich.

## Sélection de publications
- (en) « A note on the groups for triple-systems », Bull. Amer. Math. Soc., vol. 19,‎ 1913, p. 355–356 (DOI 10.1090/s0002-9904-1913-02369-3, MR 1559362)
- (en) « On a method of comparison for triple systems », Trans. Amer. Math. Soc., vol. 15,‎ 1914, p. 311–327 (DOI 10.1090/s0002-9947-1914-1500982-1, MR 1500982) (Ph.D. dissertation)
- avec Henry Seely White: (en) « Groupless triad systems on fifteen elements », Bull. Amer. Math. Soc., vol. 22,‎ 1915, p. 12–16 (DOI 10.1090/s0002-9904-1915-02710-2, MR 1559701)
- (en) « An undervalued Kirkman paper », Bull. Amer. Math. Soc., vol. 24,‎ 1918, p. 336–339 (DOI 10.1090/s0002-9904-1918-03086-3, MR 1560081)
- (en) « The trains for the 36 groupless triad systems on 15 elements », Bull. Amer. Math. Soc., vol. 25,‎ 1919, p. 321–324 (DOI 10.1090/s0002-9904-1919-03192-9, MR 1560192)
- (en) « A new type of double sextette closed under a binary (3,3) correspondence », Bull. Amer. Math. Soc., vol. 31,‎ 1925, p. 266–274 (DOI 10.1090/s0002-9904-1925-04049-5, MR 1561036)
- (en) « Hexagonal systems of seven lines in a plane », Bull. Amer. Math. Soc., vol. 38,‎ 1932, p. 105–110 (DOI 10.1090/s0002-9904-1932-05337-x, MR 1562336)
- (en) « Heptagonal systems of eight lines in a plane », Bull. Amer. Math. Soc., vol. 38,‎ 1932, p. 700–702 (DOI 10.1090/s0002-9904-1932-05502-1, MR 1562491)
- (en) « On a method of comparison for straight-line nets », Bull. Amer. Math. Soc., vol. 39,‎ 1933, p. 411–416 (DOI 10.1090/s0002-9904-1933-05649-5, MR 1562638)